# Подувальна
Подуваальна (рос. Подувальная) — присілок в Росії, в Пєтуховському районі Курганської області.
Населення — 106 осіб (2010, 135 у 2002).
Національний склад станом на 2002 рік:
- росіяни — 83 %